# Liste nicht-trivialer Nullstellen der Riemannschen Zetafunktion
Die nachfolgende Tabelle listet die ersten 50 nicht-trivialen Nullstellen der Riemannschen Zetafunktion auf.

## Erklärung

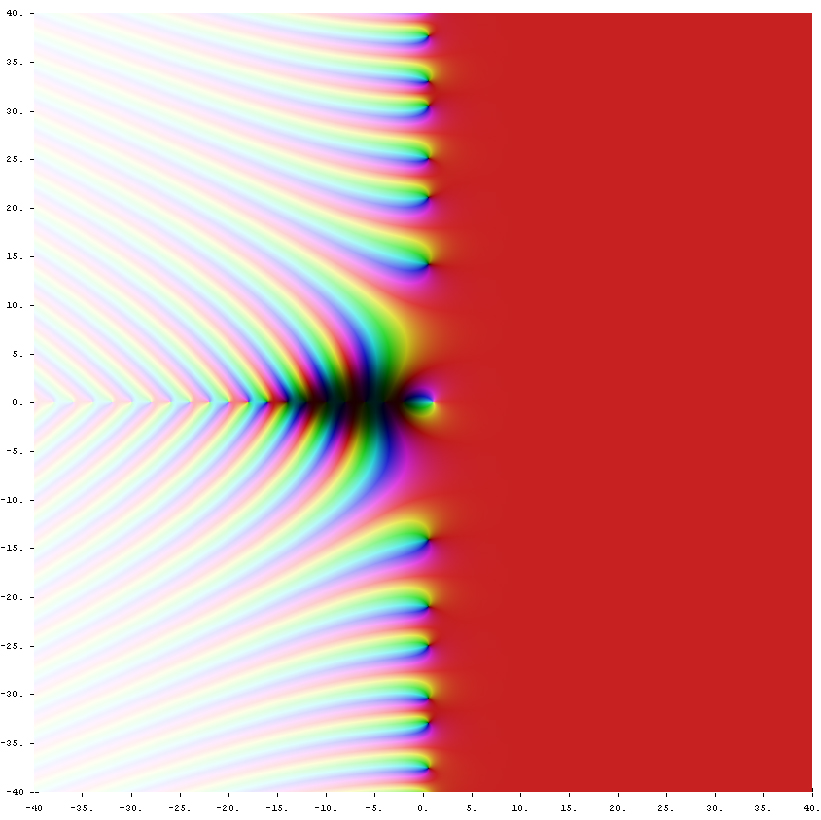
Die Riemannsche Zetafunktion in der komplexen Ebene: Die Null, also der Ursprung der komplexen Ebene, befindet sich genau in der Mitte des Schaubildes. Die im Bild sichtbaren, sogenannten nicht-trivialen Nullstellen der Zetafunktion liegen auf der nicht eingezeichneten, vertikalen Linie durch 0,5. Sie sind als schwarze Punkte auf dieser gedachten Linie erkennbar und spiegelsymmetrisch zur reellen Achse, also zur horizontalen Linie durch den Ursprung, angeordnet. Die sogenannten trivialen Nullstellen liegen auf dem linken Teil der reellen Achse, nämlich in −2, −4, −6, −8, …

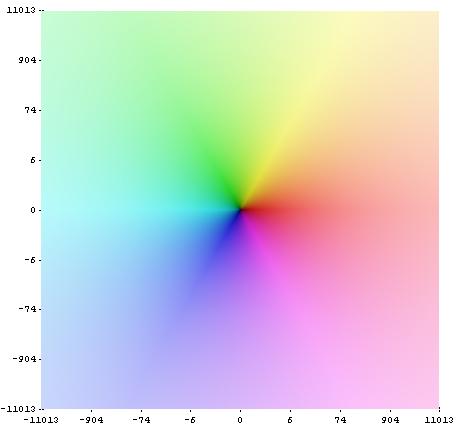
Die in obigem Bild verwendete Kolorierung der komplexen Funktionswerte.

Die Menge aller komplexen Nullstellen der Riemannschen Zetafunktion zerfällt in zwei Teilmengen: in die Teilmenge der sogenannten trivialen Nullstellen an den negativen geraden Zahlen (−2, −4, −6, −8 usw.) und die Teilmenge der sogenannten nichttrivialen Nullstellen, deren Realteil zwischen 0 und 1 liegt. Die bis heute weder bewiesene noch widerlegte Riemannsche Vermutung aus dem Jahr 1859 besagt, dass alle nicht-trivialen Nullstellen der Riemannschen Zetafunktionen den Realteil ½  besitzen.
Die ersten 50 nichttrivialen Nullstellen sind in der nachfolgenden Tabelle angegeben. Da sie alle den Realteil ½ besitzen, werden in der zweiten Spalte der Tabelle nur die Imaginärteile angegeben.
Die unendlich vielen, nicht-trivialen Nullstellen sind spiegelsymmetrisch zur reellen Achse angeordnet. Besitzt also in nachfolgender Tabelle eine nicht-triviale Nullstelle {\displaystyle z=1/2+it} den Imaginärteil {\displaystyle t}, so ist auch die zu {\displaystyle z} komplex konjugierte Zahl {\displaystyle {\overline {z}}=1/2-it} eine nicht-triviale Nullstelle der Riemannschen Zetafunktion (dabei bezeichnet {\displaystyle \textstyle i} die imaginäre Einheit). Aus diesem Grund werden in der nachfolgenden Tabelle keine nicht-trivialen Nullstellen mit negativem Imaginärteil aufgelistet. Bei den Imaginärteilen in der zweiten Spalte werden 30 Nachkommastellen angegeben. Die letzte angegebene Nachkommastelle ist nicht gerundet.
Die Nummerierung der nicht-trivialen Nullstellen in der ersten Spalte folgt steigenden Werten der Imaginärteile der Nullstellen. Es ist also {\displaystyle 1/2+i\cdot 14{,}1347\ldots } die nicht-triviale Nullstelle der Riemannschen Zetafunktion mit dem kleinsten, positiven Imaginärteil. Die nicht-triviale Nullstelle {\displaystyle 1/2+i\cdot 21{,}0220\ldots } besitzt den zweitkleinsten, positiven Imaginärteil usw.
Die einfachste Methode zur numerischen Berechnung nicht-trivialer Nullstellen der Zetafunktion verwendet die Euler-Maclaurin-Formel. Mit ihrer Hilfe konnte der dänische Mathematiker Gram bis 1903 die ersten 15 nicht-trivialen Nullstellen mit einer Genauigkeit von wenigen Dezimalstellen berechnen.
Fortgeschrittene Methoden stützen sich auf die Riemann-Siegelsche Z-Funktion. Die Nullstellen dieser reellwertigen Funktion reellen Arguments stimmen mit den Imaginärteilen der Nullstellen der Zetafunktion mit Realteil 1/2 überein. Bei der Berechnung der Nullstellen der Z-Funktion kommen die Riemann-Siegelsche Formel und die asymptotische Entwicklung der Riemann-Siegelschen Theta-Funktion zum Einsatz. Zusammen mit der Kenntnis der Anzahl der nicht-trivialen Nullstellen im betrachteten Intervall des Imaginärteils lässt sich dann prüfen, ob die berechneten Nullstellen der Zeta-Funktion mit einem Realteil von 1/2 schon alle nicht-trivialen Nullstellen in diesem Intervall erfassen. Auch das Verfahren von Odlyzko und Schönhage basiert auf der Z-Funktion. Im Vergleich zu älteren Verfahren, die die Z-Funktion einsetzen, steigert es seine Geschwindigkeit z. B. durch den Einsatz schneller Fourier-Transformationen.

## Tabelle

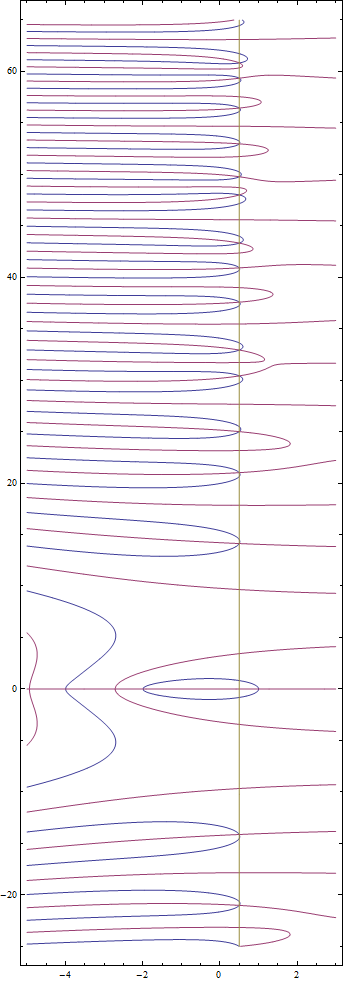
Riemannsche Zetafunktion : Dieses Bild zeigt die Konturlinien Realteil(zeta(s)) = 0, blau, und Imaginärteil(zeta(s)) = 0, fliederfarben, für −5 < Re(s) < 3 und −25 < Im(s) < 65, sowie die „kritische Gerade“ Re(s) = 1/2, braun. Die Schnittpunkte der blauen und fliederfarbenen Konturlinien im „kritischen Streifen“ 0 < Re(s) < 1 sind nicht-triviale Nullstellen der Riemannschen Zetafunktion.

| n  | Imaginärteil                        |
| -- | ----------------------------------- |
| 1  | 14,134725141734693790457251983562…  |
| 2  | 21,022039638771554992628479593896…  |
| 3  | 25,010857580145688763213790992562…  |
| 4  | 30,424876125859513210311897530584…  |
| 5  | 32,935061587739189690662368964074…  |
| 6  | 37,586178158825671257217763480705…  |
| 7  | 40,918719012147495187398126914633…  |
| 8  | 43,327073280914999519496122165406…  |
| 9  | 48,005150881167159727942472749427…  |
| 10 | 49,773832477672302181916784678563…  |
| 11 | 52,970321477714460644147296608880…  |
| 12 | 56,446247697063394804367759476706…  |
| 13 | 59,347044002602353079653648674992…  |
| 14 | 60,831778524609809844259901824524…  |
| 15 | 65,112544048081606660875054253183…  |
| 16 | 67,079810529494173714478828896522…  |
| 17 | 69,546401711173979252926857526554…  |
| 18 | 72,067157674481907582522107969826…  |
| 19 | 75,704690699083933168326916762030…  |
| 20 | 77,144840068874805372682664856304…  |
| 21 | 79,337375020249367922763592877116…  |
| 22 | 82,910380854086030183164837494770…  |
| 23 | 84,735492980517050105735311206827…  |
| 24 | 87,425274613125229406531667850919…  |
| 25 | 88,809111207634465423682348079509…  |
| 26 | 92,491899270558484296259725241810…  |
| 27 | 94,651344040519886966597925815208…  |
| 28 | 95,870634228245309758741029219246…  |
| 29 | 98,831194218193692233324420138622…  |
| 30 | 101,317851005731391228785447940292… |
| 31 | 103,725538040478339416398408108695… |
| 32 | 105,446623052326094493670832414111… |
| 33 | 107,168611184276407515123351963086… |
| 34 | 111,029535543169674524656450309944… |
| 35 | 111,874659176992637085612078716770… |
| 36 | 114,320220915452712765890937276191… |
| 37 | 116,226680320857554382160804312064… |
| 38 | 118,790782865976217322979139702699… |
| 39 | 121,370125002420645918945532970499… |
| 40 | 122,946829293552588200817460330770… |
| 41 | 124,256818554345767184732007966129… |
| 42 | 127,516683879596495124279323766906… |
| 43 | 129,578704199956050985768033906179… |
| 44 | 131,087688530932656723566372461501… |
| 45 | 133,497737202997586450130492042640… |
| 46 | 134,756509753373871331326064157169… |
| 47 | 138,116042054533443200191555190282… |
| 48 | 139,736208952121388950450046523382… |
| 49 | 141,123707404021123761940353818475… |
| 50 | 143,111845807620632739405123868913… |